# Рататуй
 Тази статия е за ястието.  За филма вижте Рататуи.  
Ратату̀й (на френски: ratatouille) е френско национално ястие, типично за областта Прованс в Югоизточна Франция и град Ница.
Представлява смесица от печени зеленчуци, предимно патладжани, тиквички, чушки, домати, лук, чесън, провансалски подправки и други. Това характерно за Франция ястие няма една-единствена рецепта, а множество вариации около споменатите съставки.

## Наименование
Думата рататуй идва от окситанската дума „рататуля“ (ratatolha), която е сродна с френския глагол „туйе“ (на френски: touiller), означаващ хвърляне или бъркане.  Поради произхода си пълното име на ястието е рататуй нисоаз (на френски: ratatouille niçoise, означаващо „рататуй от Ница“)

## Произход
Името рататуй е използвано във френския език за обозначаването на прости, селски яхнии от 18 век. Първата публикувана рецепта за рататуй, под формата на която е известно ястието днес, е дело на Хейрауд (изписван на френски: Heyraud), автор на книгата „Кухнята в Ница“ (на френски: La Cuisine à Nice). В нея той описва рагу̀ от патладжани, домати, тиквички и чушки. 
Първоначално гозбата е чисто местен специалитет, който чак през 20 век добива известност извън региона на Ница.

## Сродни ястия
Ястието споделя общи характеристики с редица национални и регионални ястия в Средиземноморския регион. Каталунската самафина и майорканският томбет се водят за негови разновидности. .
Малтийският вариант се нарича капуната (capunata), испанският – писто, унгарският – лечо, българският и румънският – гювеч, гръцкият – бриами (но включва и картофи). В Хърватия подобно ястие е известно под името джувеч, но към него се добавя и ориз. В Турция подобно на рататуй ястие е имамбаялдъ.
- самафина с риба тон
- томбет
- писто с яйце
- лечо
- джувеч
- гювеч с говеждо